# Кінцуґі
Кінцу́гі (金継ぎ, досл. «золоте з'єднання, золота латка») або рідше Кінцукурой (金繕い досл. «ремонт золотом») — традиційний японський метод ремонту кераміки. Керамічні або порцелянові фрагменти склеюються лаком уруші, відсутні фрагменти доповнюються шпаклюванням уруші, нанесеним кількома шарами; до лаку додається найтонше порошкове золото або інші метали, такі як срібло та платина.

## Історія

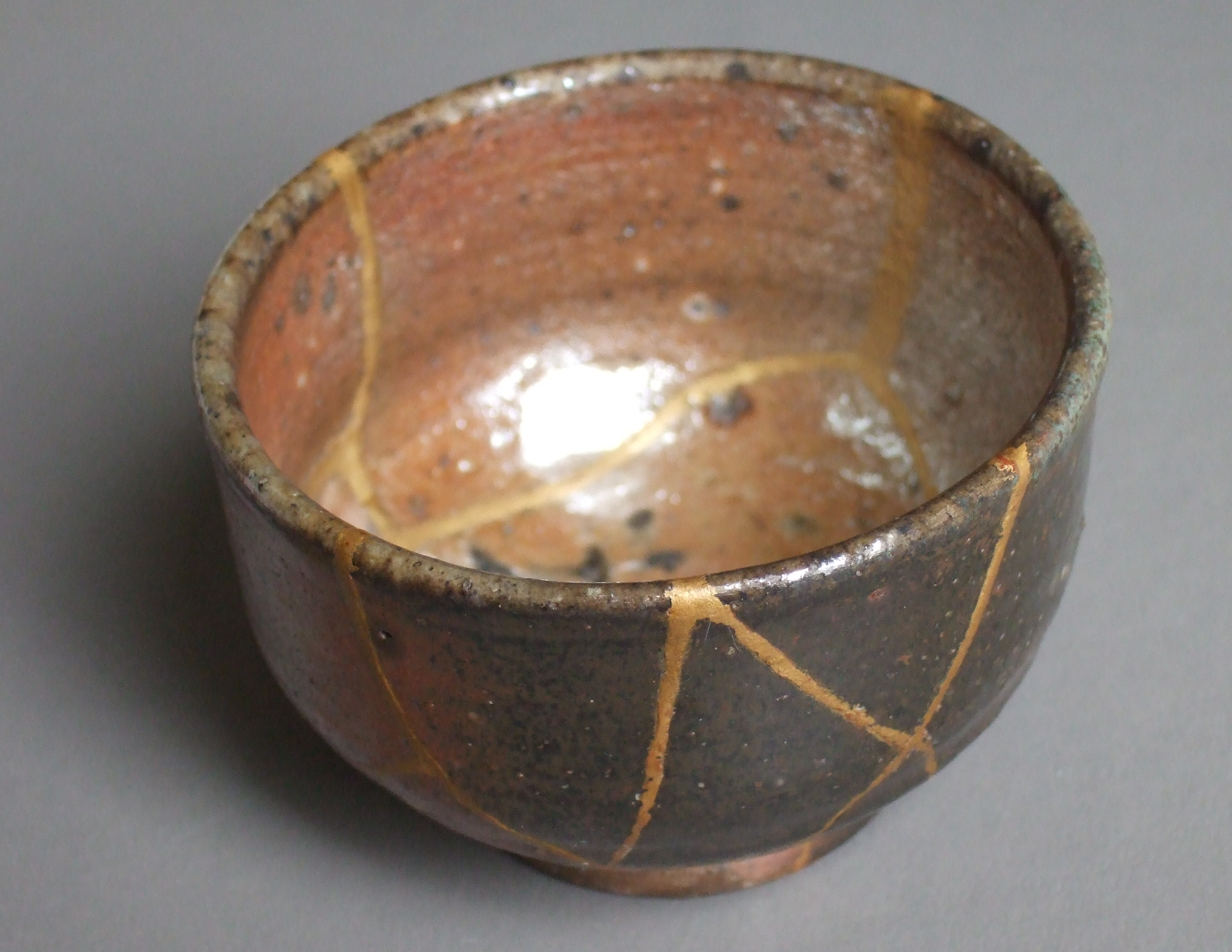
Чаша Кінцугі. Лінії розломів, склеєні золотим лаком, залишаються добре видними.

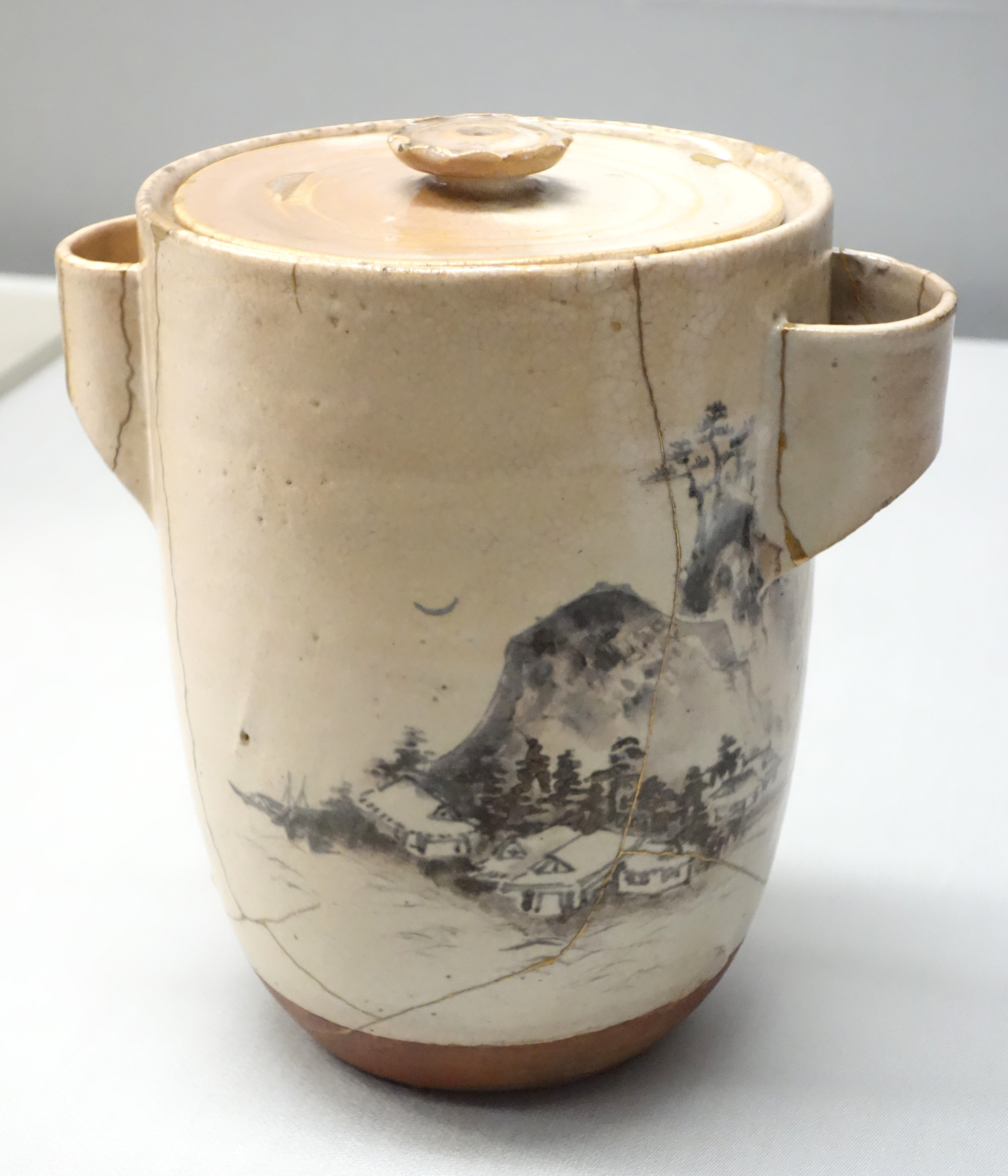
Глечик для води, XVII ст., Токійський національний музей

Історія лакованих керамічних виробів у Японії сягає далекого минулого. Очевидно, в якийсь момент методи керамічного ремонту поєдналися з макі-е, технікою малювання золотим порошком на лаку. За однією з версій, виникнення мистецтва кінцуґі датується п'ятнадцятим століттям, коли японський сьоґун Асікага Йосімаса відправив на реставрацію пошкоджену китайську чайну чашу: китайські майстри повернули її з потворними залізними скобами, і сьоґун наказав японським майстрам пошукати естетичніших методів ремонту. З часом колекціонери настільки захопилися кінцуґі, що деяких навіть звинувачували в навмисному розбиванні цінної порцеляни тільки заради того, щоб відремонтувати її золотими швами. Мистецтво кінцуґі стало асоціюватися з чайною церемонією та відповідними керамічними виробами. Техніка кінцуґі популярна насамперед серед японських майстрів, хоча нерідко застосовується до речей, виготовлених у Китаї, В'єтнамі або Кореї.

## Філософія
Концептуально естетика кінцуґі близька філософії вабі-сабі і полягає в прийнятті недоліків і вад. Японська естетика високо поціновує деталі, що підкреслюють зношення від використання предмета: з цієї перспективи кінцуґі виграє як з практичного боку, приймаючи використання речі після її пошкодження, так і з естетичної, виділяючи тріщини та сліди ремонту в контексті продовження, а не закінчення, її життя.
Концепція кінцуґі також близька до японської філософії Мусін (яп. 無心, «чистий розум») з її концепціями неприв'язаності до речей, прийняття змін і долі як аспектів людського життя. Кінцуґі не тільки не приховує пошкодження, але й виділяє їх, натякаючи таким чином на тлінність буття і мінливість долі, невідворотно присутніх як в минулому, так і в майбутньому. Це прийняття болісності існування та співчуття до речей також відомо в Японії під назвою моно-но аваре.

## Різновиди
Відомо кілька основних підвидів кінцуґі:
- тріщина (яп. ひび, хібі) — використання золотого пилу зі смолою або лаком замість клею з мінімальним об'ємом відсутніх частин;
- мозаїка (яп. 欠けの金継ぎ例, каке но кінцуґі рей, дослівно «заповнення відсутніх фрагментів») — виконується золотом або золотою емаллю;
- стикування (яп. 呼び継ぎ, йобіцугі) — заміна відсутніх частин іншими, відповідними за формою, але не обов'язково за фактурою і кольором[11].

## Вплив на сучасне мистецтво
Кінцуґі — це загальна концепція виділення або підкреслення недосконалостей, візуалізації вигинів та швів для підкреслення чи зосередження на них уваги. Сучасні художники експериментують із цією давньою технікою як засобом аналізу ідеї втрати, синтезу та вдосконалення через руйнування і потім реставрацію.
Спершу кінцуґі не сприймалося як окрема форма мистецтва, проте нині зразки «кінцуґі» та пов'язаних з цим способів відновлення речей були представлені на виставках у Галереї мистецтв Фріра в Смітсонівському інституті, Музеї мистецтва Метрополітен та Музеї мистецтв Герберта Ф. Джонсона.
Приклади сучасних художників і дизайнерів, які використовують техніку, естетику та філософію кінцугі у своїх роботах:
- Британська художниця Шарлотта Бейлі, надихнувшись кінцугі, створила текстильні роботи, пов'язані з ремонтом розбитих ваз; її практика полягає в тому, що вона накриває осколки тканиною і зшиває їх знову разом, використовуючи золоті металеві нитки[15].
- Американська художниця Карен ЛаМонте, яка створює монументальні скульптури з жіночого одягу, який носять невидимі на перший погляд людські фігури; коли вибух випалювальної печі розбив кілька з цих робіт, ЛаМонте використала техніку кінцугі, щоб відновити керамічні скульптури золотом.[16][17]
- Нью-йоркський дизайнер Джордж Інакі Рут, який працював з японськими ремісниками над створенням лінійки для своєї ювелірної компанії Milamore під назвою «Kintsugi»; Рут розповів Forbes, що його дизайн був навіяний темами краси та зламу, а також його давнім зв'язком з філософією кінцугі[18].
- Лос-Анджелеський художник Віктор Соломон, який надихнувся практиками та філософією кінцугі, створив «Корт кінцугі» — зруйнований громадський баскетбольний майданчик у південному Лос-Анджелесі, який він відремонтував за допомогою смоли із золотим напиленням. Проєкт був завершений у 2020 році, щоб приурочити його до перезапуску сезону НБА, який був призупинений через пандемію Covid-19[19][20].

## Символізм
Мистецтво кінцугі часто використовується як символ і метафора стійкості в психології.